# Aeroport Internacional Cesária Évora
L'Aeroport Internacional Cesária Évora (codi IATA: VXE, codi OACI: GVSV) és el quart aeroport amb més moviments de Cap Verd i està situat a l'illa de São Vicente, situat a 5 km del centre de Mindelo i dona servei a tota l'illa i a la de Sant Antão. Es troba a la zona de vall de l'illa i al nord de la població de São Pedro. El prefix del codi IATA representa el segon nom de la següent manera: São V(X)icente, la X és utilitzada per a lletres que estan fora d'ús i que posseeixen altres aeroports del món. Les dues últimes lletres del codi ICAO són São Vicente. L'aeroport va ser inaugurat en 1960.

## Construcció
Els treballs van començar en 2005 per convertir a São Pedro en aeroport internacional. Hi ha un pla intermedi, amb la construcció d'una nova terminal d'11.000 m²; aquesta terminal tindria capacitat per atendre a cinc-cents passatgers cada hora. La pista, de 1.975 metres de llarg i 45 metres d'ample, és il·luminada.
L'aeroport fou reanomenat amb el nom de la famosa cantant capverdiana Cesária Évora el 8 de març de 2012.

## Aerolínies i destinacions
| Ciutats             | Nom de l'Aeroport                     | Aerolínies                            |        |        |        |
| Àfrica              | Àfrica                                | Àfrica                                | Àfrica | Àfrica | Àfrica |
| ------------------- | ------------------------------------- | ------------------------------------- | ------ | ------ | ------ |
| Cap Verd            |                                       |                                       |        |        |        |
| Praia               | Aeroport Internacional Nelson Mandela | TACV                                  |        |        |        |
| Illa de Sal         | Aeroport Internacional Amílcar Cabral | Cabo Verde Express · TACV · Transavia |        |        |        |
| Illa de São Nicolau | Aeròdrom de Preguiça                  | TACV                                  |        |        |        |
| Europa              |                                       |                                       |        |        |        |
| França              |                                       |                                       |        |        |        |
| París               | Aeroport de París-Charles de Gaulle   | TACV                                  |        |        |        |
| Països Baixos       |                                       |                                       |        |        |        |
| Amsterdam           | Aeroport d'Amsterdam-Schiphol         | TACV · Transavia                      |        |        |        |
| Portugal            |                                       |                                       |        |        |        |
| Lisboa              | Aeroport de Lisboa                    | TACV · TAP Portugal                   |        |        |        |